# Josef Matt
Pour les articles homonymes, voir Matt.
Josef Matt (né le 29 juillet 1900 à Stadenhausen et mort le 12 mars 1968 à Todtmoos) est un agriculteur et homme politique allemand (SPD).

## Biographie
Matt travaille professionnellement comme agriculteur et fruiticulteur à Laufenburg-Stadenhausen. Il rejoint le SPD et est député du parlement de l'État de Bade (de) de 1947 à 1952. Il est ensuite élu au parlement de l'État du Bade-Wurtemberg en 1952, dont il est député jusqu'en 1960.

## Honneurs
- 1967 : Croix du Mérite de 1re classe de la République fédérale d'Allemagne